# MCB Open 2009
Het Mauritius Open 2009 is een golftoernooi dat op het eiland Mauritius wordt gespeeld, in 2009 was dat van 11 - 13 december.  
Het Mauritius Open-toernooi bestaat al 15 jaar en staat in 2009 voor de eerste keer op de agenda van de European Senior Tour. Het was het eerste toernooi van het seizoen 2010, het prijzengeld bedroeg €230.000. Officieel heet het toernooi het Mauritius Commercial Bank Open.
Voor het toernooi worden drie Pro-Ams georganiseerd. Op 8 en 9 december wordt een normale Pro-Am gespeeld, op 10 december spelen de pro's met relaties van de Mauritius Commercial Bank (MCB Open).

## Het toernooi

### Ronde 1
Op vrijdag 11 december is de eerste ronde van het toernooi, dat op 'The Legend' baan wordt gespeeld. Daarnaast wordt op 'The Links' baan op dezelfde dag een amateurstoernooi gespeeld om de Air Mauritius Trofee.
Zeventien spelers hebben de eerste ronde onder par gespeeld, Glenn Ralph staat aan de leiding met -5, Peter Mitchell en Doug Johnson delen de tweede plaats met -4. Sam Torrance, nummer 1 op de Order of Merit in 2005, 2006 en 2009, staat met een score van 74 op een gedeelde 32ste plaats met o.a. David Merriman.
13:00 uur: Vier spelers zijn al binnen met een dagscore van -3, en zijn daardoor flink op de lijst gestegen. Kevin Spurgeon staat na 12 holes op -4 en staat daarmee met Mitchell aan de leiding. Dan maakt Mitchell een bogey op 12 en 13 en Spurgeon een birdie op 13, zodat hij alleen aan de leiding komt. Ralph staat alleen op de tweede plaats, Mitchell en Roger Chapman delen nu de derde plaats.
Negentien spelers zijn nog in de baan, waarvan vijf Engelsen, die de topplaatsen bezetten.

### Ronde 2
11:00 uur: Merriman is na 15 holes gestegen naar een gedeeld 8ste plaats. Er staan nog steeds 17 spelers onder par. Mitchell en Ralph hebben pas een paar holes gespeeld en staan aan de leiding met -5, gevolgd door Kevin Spurgeon en Doug Johnson op -4.
Aan het einde van de ronde staat Spurgeon aan de leiding met -6. Hij heeft -5 gemaakt, de beste dagscore. David Frost en Nick Job delen de tweede plaats op -4, en Mitchell, Ralph en Peter Dahlberg staan op -3.

### Ronde 3
10:00 uur: Mitchell maakt op de derde hole een triple bogey en zakt voorlopig naar de 16de plaats. Ricky Willison heeft in de eerste zes holes drie birdies gemaakt en staat ineens op de 5de plaats. Er zijn al 15 spelers binnen. 
 12:30 uur: Sam Torrance staat na 15 holes in deze ronde op -5 en daarmee op de tweede plaats samen met Gordon J. Brand. Spurgeon houdt met moeite zijn score bij elkaar. Na 4 birdies, 3 bogeys en een dubbelbogey staat hij voor het toernooi op -5 en heeft nog steeds een slag voorsprong.
13:45 uur: Alle spelers zijn binnen. Ralph en Mitchell hebben beiden een ronde van +4 gemaakt en zijn met een totaal van +1 gezakt naar de 16de plaats. Spurgeon, die op de 11de hole een dubbelbogey maakte, herstelde zich met drie birdies en won het toernooi.

### Uitslag van de top-10
Spelers die in de top-10 te eindigen hebben het recht om aan het volgende toernooi deel te nemen. Dat is de Aberdeen Brunei Senior Masters presented by The Stapleford Forum van 5 - 7 maart in Brunei. Voor 2010 staan er nog maar acht toernooien voor de Senior Tour op de agenda, waarvan het Open op de Haagsche nieuw is.
| - -6 Kevin Spurgeon (71-67-72) - -5 Gordon J. Brand (72-70-69) - -4 Angel Franco (70-72-70) - -4 Sam Torrance (74-71-67) | - -3 John Bland (72-70-71) - -3 Bon Boyd (73-69-71) - -3 Mike Cunning (74-72-67) - -3 David Frost (70-70-73) | - -2 Roger Chapman (70-73-71) - -2 Ricky Willison (72-72-70) |

## De baan
De baan is in 1994 ontworpen door Hugh Baiocchi, een voormalig tourspeler uit Zuid-Afrika. Een deel van de baan loopt langs de kust van de Indische Oceaan, een deel loopt door de bossen. De par is 72.
In 2009 zijn alle greens gerenoveerd naar Amerikaanse specificaties.

## Deelnemers
| - Peter Allan - Hugh Baiocchi - Graham Banister - Maurice Bembridge - John Benda - Stephen Bennett - John Bland - Bob Boyd - Gordon J. Brand - Matt Briggs - Per-Arne Brostedt - Jerry Bruner - Giuseppe Cali - Delroy Cambridge - Bob Cameron - Roger Chapman - John Chillas - Neville Clarke - Mike Cunning - Peter Dahlberg - Eamonn Darcy - Glyn Davies - Ross Drummond - Philippe Dugeny | - Marc Farry - Angel Franco - David Frost - Victor García - Antonio Garrido - Graham Gunn - Jeff Hall - Bill Hardwick - Jimmy Heggarty - John Hoskison - Nick Job - Doug Johnson - TR Jones - Mitch Kierstenson - Bobby Lincoln - Chris Linstead - Bill Longmuir - Michael Lord - Steve Martin - Bill McColl - David Merriman - Mike Miller - Peter Mitchell - Ian Mosey | - Denis O'Sullivan - Pete Oakley - Govinden Palanyandi - Tony Price - Juan Quiros - Glenn Ralph - José Rivero - Costantino Rocca - Jim Rhodes - David J Russell - George Ryall - Jean Pierre Sallat - Bertus Smit - Kevin Spurgeon - Barrie Stevens - Jeb Stuart - Sam Torrance - Greg Towne - Steve Van Vuuren - Géry Watine - Chris Williams - Mike Williams - Ricky Willison - Doug Young |

#### Lokale spelers
De 52-jarige Govinden Palanyandi, pro op Mauritius, heeft een wildcard gekregen en is de eerste speler uit Mauritius die aan een toernooi van de Senior Tour meedoet. 
Marc Farry, een Franse pro die vroeger op de Europese Tour speelde, heeft op Belle Mare een Golf Academy opgezet.